# Massuria watari
Massuria watari är en spindelart som beskrevs av Ono 2002. Massuria watari ingår i släktet Massuria och familjen krabbspindlar. Inga underarter finns listade i Catalogue of Life.